# Vana-Kastre
Vana-Kastre (‘Oud-Kastre’, Duits: Altent(h)urm) is een plaats in de Estlandse gemeente Kastre, provincie Tartumaa. De plaats heeft de status van dorp (Estisch: küla) en telt 66 inwoners (2021).
Het dorp behoorde tot in oktober 2017 tot de gemeente Mäksa. In die maand ging Mäksa op in de nieuwe gemeente Kastre.
Vana-Kastre ligt aan de rivier Emajõgi. Aan de overkant ligt Luunja.

## Geschiedenis
In de 13e eeuw liet Herman van Buxhoeveden, bisschop van het Prinsbisdom Dorpat,  bij Vana-Kastre een fort bouwen om het transport over de Emajõgi te beschermen. Na de bouw van een nieuwe burcht, Burg Warbeck, bij Kastre, dat verder stroomafwaarts ligt, in de 14e eeuw was de burcht bij Vana-Kastre overbodig geworden. In 1558, tijdens de Lijflandse Oorlog, werd de burcht door Russische troepen vernield. In 1656 ging de burcht door een brand definitief verloren.
In de 16e eeuw werd het landgoed Althenthurm gesticht. Althenthurm was een ‘semi-landgoed’ (Estisch: poolmõis), een landgoed dat deel uitmaakt van een groter landgoed. Het viel onder Kawershof (Kaagvere} en vanaf 1588 onder Ahja.
Het dorp zelf werd voor het eerst vermeld in 1434 onder de naam Oldetorne.